# Aurajoki
Aurajoki (szw. Aura å) – rzeka w Finlandii. Jej źródła znajdują się w gminie Oripää w regionie Finlandia Południowo-Zachodnia. Rzeka ma długość 70 km i uchodzi do Morza Archipelagowego w Turku.
Na Aurajoki znajduje się 11 przełomów, z których największy to Nautelankoski o długości 600 m i spadku 17 m.
Dorzecze Aurajoki zajmuje powierzchnię 885 km². Znajduje się w nim jedno jezioro – Savojärvi.